# Shellback
Karl Johan Schuster (Estocolmo; 1 de febrero de 1985), conocido profesionalmente como Shellback, es un productor discográfico y compositor sueco. Desde el año 2008 él ha coescrito los éxitos "So What" e "If U Seek Amy", de las cantantes estadounidenses Pink y Britney Spears, respectivamente, y ha coescrito y coproducido el éxito "3" de esta última, el que debutó como un éxito N.º 1 en el principal ranking de canciones y sencillos de Estados Unidos, la Billboard Hot 100. Todo junto al experimentado compositor y productor sueco Max Martin.

## Carrera
En 2009, Shellback coescribió, junto a Tiffany Amber y Max Martin, y coprodujo, junto a este último, la controversial canción "3" para The Singles Collection, el segundo álbum recopilatorio de la cantante estadounidense de pop Britney Spears. Dado que "3" fue la única canción inédita incluida en The Singles Collection, esta fue lanzada por el sello Jive Records y la compañía Sony BMG Music Entertainment como su único sencillo alrededor del mundo. Ello, durante el último cuatrimestre del año 2009, en lo que representó la primera coproducción lanzada de Shellback.
Aunque los críticos anticiparon que "3" sería motivo de revuelo, debido a que su letra trataba sobre la práctica sexual entre tres personas, denominada ménage à trois, ello no opacó su posterior éxito comercial, especialmente en Estados Unidos. Tras su lanzamiento digital, "3" vendió elevadas 255 mil descargas digitales solo en su primera semana en dicho país, las cuales le hicieron debutar como un éxito N.º 1 en el principal ranking de canciones y sencillos del mismo, la Billboard Hot 100. Ello, después de tres largos años desde que ningún sencillo conseguía registrar dicha hazaña, lo que alzó a "3", paradójicamente, como el tercer éxito N.º 1 de Britney Spears en la Billboard Hot 100 y como el primer éxito N.º 1 en la misma, coproducido por Shellback. En suma, "3" vendió más de 1,6 millones de descargas digitales solo en Estados Unidos.

## Discografía

### 2008
- P!nk — Funhouse — "So What" — LaFace/Zomba Group of Companies
- Pink — Funhouse — "It's All Your Fault" — LaFace/Zomba Group of Companies
- Pink - Funhouse - "Boring" - LaFace/Zomba Group of Companies
- Britney Spears — Circus — "If U Seek Amy" — Jive/Zomba Recordings, Sony BMG
- Lesley Roy - Unbeautiful - "I'm Gone I'm Going"

### 2009
- Living Things – Habeas Corpus - "Oxygen"
- Britney Spears — The Singles Collection — "3" — Jive/Sony BMG
- Backstreet Boys — This is Us — "Bigger" — Jive/Sony BMG
- Allison Iraheta – Just Like You - "Friday I'll Be Over U"
- Allison Iraheta – Just Like You - "Just Like You"
- Leona Lewis — Echo — "Naked" — J Records, Sony BMG, Syco
- Leona Lewis — Echo — "Outta My Head" — J Records, Sony BMG, Syco
- Carrie Underwood — Play on — "Quitter" — Arista Nashville/19 Recordings
- Adam Lambert – For Your Entertainment - "Whataya Want from Me"
- Adam Lambert – For Your Entertainment - "If I Had You"

### 2010
- Ke$ha — Animal — "D.I.N.O.$.A.U.R." — RCA/Sony BMG
- Ke$ha — Animal — "Hungover" — RCA/Sony BMG
- Ke$ha — Animal — "Kiss N Tell" — RCA/Sony BMG
- Ke$ha — Animal — "Party at a Rich Dude's House" — RCA/Sony BMG
- Usher — Versus — "DJ Got Us Fallin' in Love" con Pitbull — LaFace, Jive, Sony BMG
- P!nk — Greatest Hits... So Far!!! — "Raise Your Glass" — LaFace
- Pink — Greatest Hits... So Far!!! — "Fuckin' Perfect" — LaFace
- Robyn — Body Talk — "Time Machine" — Konichiwa Records/Universal Music

### 2011
- Avril Lavigne — Goodbye Lullaby — "What the Hell" — RCA/Sony BMG
- Avril Lavigne — Goodbye Lullaby — "Wish You Were Here" — RCA/Sony BMG
- Avril Lavigne — Goodbye Lullaby — "Smile" — RCA/Sony BMG
- Avril Lavigne — Goodbye Lullaby — "I Love You" — RCA/Sony BMG
- Britney Spears — Femme Fatale — "I Wanna Go"[4] — Jive/Sony BMG
- Britney Spears — Femme Fatale — "Criminal"[4] — Jive/Sony BMG
- Britney Spears — Femme Fatale — "Up N' Down"[4] — Jive/Sony BMG
- Glee Cast - "Glee: The Music Volume 5" - Loser Like Me — Columbia Records/Sony Music
- Glee cast – "Glee: The Music, Volume 6" - Light Up the World - Columbia Records/Sony Music
- Those Dancing Days – Daydreams & Nightmares - "Can't Find Entrance"
- Miranda Cosgrove – High Maintenance - "Dancing Crazy"
- BC Jean - Sencillo - "I'll Survive You"
- E-Type - Sencillo - "Back 2 Life"
- Maroon 5 - Hands All Over - "Moves Like Jagger"
- Victorious cast – Victorious - "Beggin' on Your Knees"
- Sean Paul – Tomahawk Technique - "She Doesn't Mind"
- Carolina Liar – Wild Blessed Freedom - "No More Secrets"
- Carolina Liar – Wild Blessed Freedom - "Me and You"
- Carolina Liar – Wild Blessed Freedom - "Beautiful People"
- Carolina Liar – Wild Blessed Freedom - "King Of Broken Hearts"
- Carolina Liar – Wild Blessed Freedom - "Salvation"
- Carolina Liar – Wild Blessed Freedom - "All That Comes Out of My Mouth"
- Cher Lloyd – Sticks + Stones - "Want U Back"
- Cher Lloyd – Sticks + Stones - "With Ur Love"
- Cher Lloyd – Sticks + Stones - "Beautiful People"

### 2012
- Usher — Looking 4 Myself — "Scream"
- Maroon 5 – Overexposed - "Payphone"
- Maroon 5 – Overexposed - "One More Night"
- Maroon 5 – Overexposed - "Doin' Dirt"
- Maroon 5 – Overexposed - "Maps"
- Ola Svensson – Sencillo - "I'm In Love"
- P!nk – The Truth About Love (álbum) - "Slut Like You"
- Ke$ha – Warrior - "All That Matters (The Beautiful Life)"
- Christina Aguilera – Lotus - "Your Body"
- Christina Aguilera – Lotus - "Let There Be Love"
- One Direction – Take Me Home - "Kiss You"
- One Direction – Take Me Home - "Heart Attack"
- One Direction – Take Me Home - "Nobody Compares"
- Taylor Swift – Red - "We Are Never Ever Getting Back Together"
- Taylor Swift – Red - "I Knew You Were Trouble."
- Taylor Swift – Red - "22"

### 2017
- Miley Cyrus - M7 - I Thought You Wouldn't Notice
- Taylor Swift - Reputation - ...Ready for it?
- Taylor Swift - Reputation - End Game
- Taylor Swift - Reputation - I Did Something Bad
- Taylor Swift - Reputation - Don't Blame Me
- Taylor Swift - Reputation - Delicate
- Taylor Swift - Reputation - So It Goes...
- Taylor Swift - Reputation - Gorgeous
- Taylor Swift - Reputation - King of my Heart
- Taylor Swift - Reputation - Dancing With Our Hands Tied

### 2021
- Adele Adkins - 30 - "Can i get it"

## Premios y distinciones
Premios Óscar
| Año  | Categoría              | Canción                   | Película | Resultado |
| ---- | ---------------------- | ------------------------- | -------- | --------- |
| 2017 | Mejor canción original | «Can't Stop the Feeling!» | Trolls   | Nominada  |